# Кузьмін Анатолій Іванович
Анатолій Іванович Кузьмін (1935—1956) — молодший сержант Радянської Армії, учасник придушення Угорської революції 1956 року, Герой Радянського Союзу (1956).

## Біографія
Анатолій Кузьмін народився у 1935 році у селі Липовець Лівенського району Орловської області. Отримав неповну середню освіту, після чого працював у колгоспі. У 1953 році Кузьмін був призваний на службу у Робітничо-селянську Червону Армію. Закінчив навчальний танковий підрозділ. З 1955 року служив на території Угорської Народної Республіки, був старшим механіком-водієм 37-го гвардійського танкового полку 2-ї гвардійської механізованої дивізії.
Восени 1956 року Кузьмін брав активну участь у боях з угорськими повстанцями. 7 листопада 1956 року у одному з боїв на вулицях Будапешту він загинув. Похований на будапештському кладовищі Керепеші.
Указом Президії Верховної Ради СРСР від 18 грудня 1956 року за «мужність та відвагу, проявлені при виконанні військового обов'язку» молодший сержант Анатолій Кузьмін посмертно був удостоєний високого звання Героя Радянського Союзу. Також посмертно був нагороджений орденом Леніна.